# مروان أبو شاهين
مروان أبو شاهين  (1980 -) ممثل سوري من محافظة السويداء. اشتهر بالمسلسلات التاريخية وفي الدوبلاج.

## أعماله

### المسلسلات
- أيام لا تنسى
- بطل من هذا الزمان [1]
- الخربة سنة 2011 بدور (غطاس أبو مالحة)
- قمر بني هاشم بدور ورقة بن نوفل
- فارس بني مروان بدور سحيم
- رايات الحق بدور عمرو بن العاص
- عنترة بن شداد بدور مالك بن زهير العبسي
- خالد بن الوليد الجزئين الأول والثاني بدور الصحابي أبو قتادة
- تحت المداس بدور طارق
- الظاهر بيبرس بدور يوشمت بن هولاكو
- فيلم رحمة للعالمين بدور زيد بن عمرو بن نفيل
- المسلوب بدور ربيع
- باب الحارة الجزئين الثالث والرابع

- أرواح عارية
- أيام لا تنسى للمخرج أيمن زيدان.
- جيران القمر
- بقعة ضوء الجزء 12
- قناديل الشام.